# 독일만

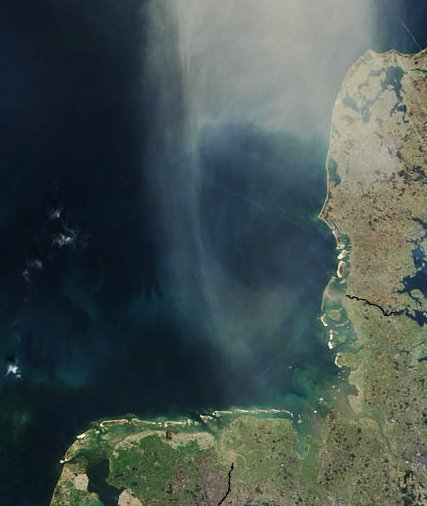
독일만

독일만(독일어: Deutsche Bucht, 덴마크어: tyske bugt, 네덜란드어: Duitse bocht, 서프리슬란트어: Dútske bocht, 북프리슬란트어: Schiisk Bocht)은 북해 남동부에 있는 만으로 북서쪽으로는 도거 뱅크, 남동쪽으로는 독일, 네덜란드, 덴마크와 면하고 있다.